# Caso Lasa y Zabala
El caso Lasa y Zabala fue la primera acción armada atribuida a los Grupos Antiterroristas de Liberación (GAL). Toma su nombre de los miembros de la organización terrorista ETA José Antonio Lasa y José Ignacio Zabala, que fueron secuestrados, torturados y asesinados por miembros del GAL en 1983.

## Cronología
Según la sentencia del caso, en 1981 José Antonio Lasa Aróstegui y José Ignacio Zabala Artano, ambos de dieciocho años, pertenecían a la banda terrorista ETA, formando parte, junto con Íñigo Alonso Uranga y otra persona sin identificar, del comando denominado Gorki. En noviembre de ese año Íñigo Alonso fue detenido cuando, con sus compañeros de comando, acababa de realizar un atraco en una entidad bancaria, mientras que los demás, tras enfrentarse a tiros con los miembros de la Policía, lograban darse a la fuga. A raíz de estos hechos Lasa y Zabala huyeron de España.
En 1 Lasa y Zabala se encontraban en el País Vasco francés, residiendo en la localidad de Bayona, en contacto con el denominado Comité de Refugiados. Mientras tramitaban sus peticiones de asilo político, también habían solicitado sendos permisos de residencia que les fueron concedidos por distintos periodos de tiempo. El 15 de octubre de ese año fueron secuestrados en Bayona por miembros de los Grupos Antiterroristas de Liberación (GAL), trasladados y retenidos en el cuartel de la Guardia Civil de Intxaurrondo. Siguiendo instrucciones del general Galindo, los llevaron al palacio de La Cumbre, en San Sebastián, donde fueron torturados. A la vista del estado en que quedaron, el general Galindo, con el conocimiento del gobernador civil Julen Elgorriaga y del teniente-coronel Ángel Vaquero, ordenó su asesinato y desaparición. Los guardias civiles Enrique Dorado y Felipe Bayo los llevaron a Aguas de Busot (Alicante), obligaron a Lasa y Zabala a cavar su propia fosa, y Dorado les disparó tres tiros en la cabeza. Después los enterraron cubiertos con cal viva.
En enero de 1985 fueron hallados sus restos, pero permanecieron sin identificar hasta 1995, a pesar de que ya en la primera autopsia de 1985 mostraran signos de haber sido torturados, según Francisco Etxeberria, uno de los máximos expertos en medicina forense y profesor del Instituto de Criminología de la Universidad del País Vasco.
Mientras se desarrollaba el funeral, la Ertzaintza (policía autonómica vasca) cargó contra los familiares de los fallecidos para impedir que sacaran los ataúdes de los coches fúnebres para rezarles un responso.

## Sentencia

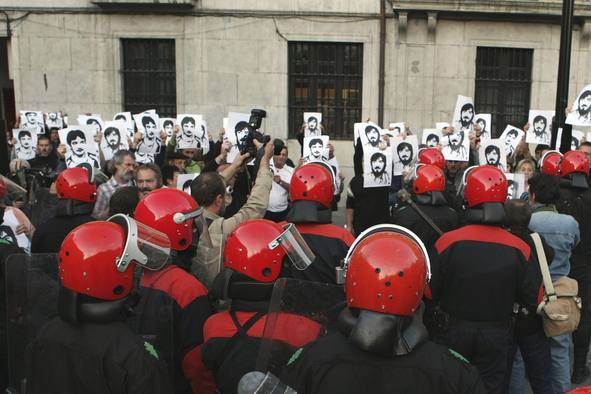
Concentración con retratos de Lasa y Zabala en 2008.

En abril de 2000 la Audiencia Nacional condenó por este crimen a Enrique Rodríguez Galindo, general de la Guardia Civil destinado en Intxaurrondo; Ángel Vaquero, teniente coronel del mismo cuartel; Julen Elgorriaga, gobernador civil de Guipúzcoa; Enrique Dorado y Felipe Bayo, agentes del instituto armado. En julio de 2001 el Tribunal Supremo aumentó estas condenas, por considerar como agravante su condición de funcionarios públicos, y en julio de 2002 el Tribunal Constitucional rechazó conceder el recurso de amparo a los condenados. El 2 de noviembre de 2010, el Tribunal Europeo de Derechos Humanos avaló estas condenas.
En total se les asignaron 365 años de cárcel. Galindo y Elgorriaga salieron de prisión tras cumplir unos pocos años de cárcel (solamente cinco, en el caso del general Galindo), ya que ambos condenados fueron cambiados de régimen por motivos de salud, cumpliendo el resto de su condena bajo el régimen de libertad vigilada. Por su parte, Ángel Vaquero, en el momento de los hechos capitán del Servicio de Información destinado en Intxaurrondo, continuó su condena en la prisión de Ocaña.

## En la cultura popular
En septiembre de 2014 el director de cine Pablo Malo presentó en la sección oficial del Festival de San Sebastián la película Lasa y Zabala, basada íntegramente en el sumario de este caso y protagonizada por Unax Ugalde, en el papel del abogado de las familias Iñigo Iruin.